# Paul C. Kocher

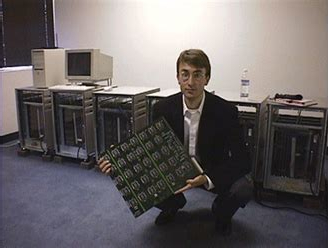
Paul Kocher im Jahr 1998 mit dem EFF DES Cracker

Paul Carl Kocher (* 11. Juni 1973) ist ein US-amerikanischer Kryptologe und Unternehmer.

## Leben
Der in Corvallis in Oregon aufgewachsene Kocher wollte zunächst Tierarzt werden und erhielt an der Stanford University den Bachelor of Science in Biologie. Während seines Studiums lernte er Martin Hellman kennen. Dieser erkannte seine Begabung im Bereich der Kryptologie und vermittelte ihm bezahlte Beratungstätigkeiten. Nach seinem Abschluss gründete Kocher 1995 das Kryptografieunternehmen Cryptography Research.
Kocher gilt als Entdecker der Rechenzeitangriffe, die die Rechenzeit des kryptographischen Verfahrens für verschiedene Angaben messen. Da bei einem kryptographischen Verfahren jede Eingabe eine andere Ausführzeit nach sich zieht, ist es möglich geworden, auf den Schlüssel zurückzurechnen. Im Jahr 1996 beschrieb er derartige Angriffe für das RSA-Kryptosystem, ein System, bei dem jeder Benutzer einen privaten Schlüssel zum Entschlüsseln hat und es einen weiteren öffentlichen Schlüssel zum Verschlüsseln gibt. Zuvor war wegen des großen Rechenaufwandes das Berechnen des privaten Schlüssels kaum möglich. Auch beschrieb er einen Angriff für den Digital Signature Algorithm, einen damals als hochsicher geltenden NSA-Algorithmus, und für den Diffie-Hellman-Schlüsselaustausch, der das sichere Erstellen eines gemeinsamen Schlüssels für zwei Personen zugleich über eine abhörbare Leitung ermöglicht. Für das Unternehmen Netscape Communications arbeitete er an der Weiterentwicklung des sehr oft genutzten Verschlüsselungsprotokolls Secure Sockets Layer. 1998 war Kocher als Chefentwickler des EFF DES Crackers an der Entschlüsselung des Data Encryption Standard beteiligt. Der Cracker entschlüsselte mit einem vergleichsweise geringen Budget den damals als sicher geltenden Data Encryption Standard (DES). Damit wollte die Organisation EFF zeigen, wie unsicher DES war, da es mit einem systemlosen Durchprobieren aller Möglichkeiten auch mit wenig Rechenleistung möglich ist, DES zu knacken. Im Jahr 1999 beschrieb Kocher zusammen mit Joshua Jaffe und Benjamin Jun erstmals das Konzept des Stromangriffs. Bei einem Stromangriff wird nicht nur die Zeit, sondern auch die Stromstärke, also der Stromverbrauch des Computers, gemessen. Die von Kocher mitentwickelten Sicherheitssysteme sind in sicheren integrierten Schaltkreisen und kryptographischen Anwendungen weit verbreitet.
Im Jahr 2017 verließ Kocher Cryptography Research. Er arbeitet seither als unabhängiger Forscher und ist als Berater und Investor für Start-up-Unternehmen im Bereich der IT-Sicherheit tätig. Ebenfalls 2017 gehörte Kocher zu den Entdeckern der Sicherheitslücke Spectre (Auslesen von speziellen Prozessorinformationen).
Die National Academy of Engineering nahm Kocher 2009 als Mitglied auf. Im Jahr 2018 wurde Kocher unter anderem aufgrund seiner fundamentalen Verdienste im Bereich der Seitenkanalattacken und deren Prävention Fellow der International Association for Cryptologic Research. Ein Jahr später erhielt er zusammen mit Taher Elgamal den Marconi-Preis für die Entwicklung des Protokolls SSL/TLS und weiterer Beiträge zur Kommunikationssicherheit.